# Sierra Leone na Letnich Igrzyskach Olimpijskich 2020
Sierra Leone na Letnich Igrzyskach Olimpijskich 2020 – występ kadry sportowców reprezentujących Sierra Leone, które odbyły się w Tokio w Japonii, w dniach 23 lipca - 8 sierpnia 2021 roku.
Reprezentacja Sierra Leone liczyła czworo zawodników - dwóch mężczyzn i dwie kobiety, którzy wystąpili w 3 dyscyplinach.
Był to dwunasty start tego kraju na letnich igrzyskach olimpijskich.

## Reprezentanci

### Judo
| Zawodnik         | Konkurencja       | 1/32             | 1/16             | 1/8              | Ćwierćfinał      | Półfinał         | Repasaż          | Finał/BM         | Finał/BM |
| Zawodnik         | Konkurencja       | Przeciwnik Wynik | Przeciwnik Wynik | Przeciwnik Wynik | Przeciwnik Wynik | Przeciwnik Wynik | Przeciwnik Wynik | Przeciwnik Wynik | Miejsce  |
| ---------------- | ----------------- | ---------------- | ---------------- | ---------------- | ---------------- | ---------------- | ---------------- | ---------------- | -------- |
| Frederick Harris | do 81 kg mężczyzn | BYE              | Fatiyev P W/O    | NQ               | NQ               | NQ               | NQ               | NQ               | NQ       |

### Lekkoatletyka
| Zawodniczka   | Konkurencja          | Eliminacje | Eliminacje | Runda 1 | Runda 1 | Półfinał | Półfinał | Finał | Finał   |
| Zawodniczka   | Konkurencja          | Czas       | Miejsce    | Czas    | Miejsce | Czas     | Miejsce  | Czas  | Miejsce |
| ------------- | -------------------- | ---------- | ---------- | ------- | ------- | -------- | -------- | ----- | ------- |
| Maggie Barrie | Bieg na 100 m kobiet | 11,53      | 2. Q       | 11,45   | 34.     | NQ       | NQ       | NQ    | NQ      |

### Pływanie
Mężczyźni
| Zawodnik    | Konkurencja       | Eliminacje | Eliminacje | Półfinał | Półfinał | Finał | Finał   |
| Zawodnik    | Konkurencja       | Czas       | Miejsce    | Czas     | Miejsce  | Czas  | Miejsce |
| ----------- | ----------------- | ---------- | ---------- | -------- | -------- | ----- | ------- |
| Joshua Wyse | 50 m st. dowolnym | 27,90      | 71.        | NQ       | NQ       | NQ    | NQ      |

Kobiety
| Zawodniczka  | Konkurencja       | Eliminacje | Eliminacje | Półfinał | Półfinał | Finał | Finał   |
| Zawodniczka  | Konkurencja       | Czas       | Miejsce    | Czas     | Miejsce  | Czas  | Miejsce |
| ------------ | ----------------- | ---------- | ---------- | -------- | -------- | ----- | ------- |
| Tity Dumbuya | 50 m st. dowolnym | 31,56      | 74.        | NQ       | NQ       | NQ    | NQ      |